# Comrades
Pour plus de détails, voir Fiche technique et Distribution.
Comrades est un film britannique réalisé par Bill Douglas, sorti en 1986.

## Synopsis
C'est l'histoire des Martyrs de Tolpuddle (en). Des ouvriers agricoles du Dorset exploités par les propriétaires terriens s’organisent et créent la Société amicale des ouvriers agricoles (Friendly Society of Agricultural Labourers). En 1834, ils sont déportés en Australie,.

## Fiche technique
- Titre français : Comrades
- Réalisation : Bill Douglas
- Scénario : Bill Douglas
- Pays d'origine : Royaume-Uni
- Format : Couleurs - 35 mm - 1,78:1 - Dolby
- Genre : drame
- Durée : 183 minutes
- Dates de sortie :
  -  Royaume-Uni : 1986 (Première au Festival du film de Londres)
  -  Allemagne : 1987 (Berlinale 1987)
  -  France : 23 juillet 2014

## Distribution
- Keith Allen : James Hammett
- Dave Atkins : M. Frampton's Foreman
- Stephen Bateman : le vieux Tom Stanfield
- Katy Behean : Sarah Loveless
- Mark Brown : Legg
- Michael Clark : le marin
- Lynette Curran : la prostituée
- Joanna David : Madame Frampton
- Philip Davis : Stanfield jeune
- Arthur Dignam : Fop
- Patrick Field : John Hammett
- Jeremy Flynn : Brine
- James Fox : Norfolk
- William Gaminara : James Loveless
- John Hargreaves : le prisonnier
- Michael Hordern : M. Pitt
- Freddie Jones : le vicaire
- John Rafter Lee : le jongleur
- Alex McCrindle : le geôlier
- Murray Melvin : le clerc
- Vanessa Redgrave : Madame Carlyle
- Robin Soans : George Loveless
- Imelda Staunton : Betsy Loveless
- Robert Stephens : Frampton
- Alex Norton : Le Lanterniste
- Barbara Windsor : Mme Wetham

## Accueil critique
La première, effectuée en 1986 au Festival du film de Londres, est bien accueillie. Pour autant, le film repasse plusieurs fois par la table de montage, en raison de sa durée et pour trouver un compromis entre la vision du réalisateur et les desiderata des distributeurs. Le film est aussi en compétition au Festival de Berlin en 1987. Mais il met ensuite plus de 25 ans pour sortir aussi en France.
L'accueil critique y est très positif : le site Allociné recense une moyenne des critiques presse de 4,0/5, et des critiques spectateurs à 4,0/5.
Pour Samuel Douhaire de Télérama, Bill Douglas « rend hommage à ces syndicalistes en peintre autant qu'en cinéaste. Il magnifie les couleurs douces des paysages du Dorset pendant les moissons ou sous la neige et restitue la lumière crue des antipodes dans des plans composés comme des tableaux. Le cinéaste parvient à éviter le prêchi-prêcha révolutionnaire grâce à un superbe « fil rouge » poétique. L'épopée des « camarades » est scandée par le récit d'un montreur d'ombres itinérant, interprété par Alex Norton. À chacune de ses apparitions correspond une nouvelle machine optique qui préfigure l'arrivée du cinéma (diaporama, lanterne magique, appareil photo très expérimental...). Magnifique façon de montrer que l'art accompagne l'humanité dans son rêve d'une vie meilleure et sublime cet idéal de fraternité. ».
Pour Jean-Baptiste Morain des Inrockuptibles, Comrades « est, sans retenue, de manière très assumée, un hymne à l’humanité et au courage de ces hommes. Ce qui pourrait être gênant ou ridicule (une vision manichéenne qui oppose les lords cyniques et affreux aux travailleurs vaillants et obstinés) ne l’est jamais. Un souffle lyrique, plein de pudeur, emporte sur son passage tous les scrupules du spectateur, ainsi qu’une foi profonde dans l’inexorabilité du sens de l’histoire. [...] Ce qui fait la qualité de Comrades, c’est sa mise en scène. Douglas est un créateur de formes, pas le simple artisan enregistreur académique d’une réalité sociale. Il a lu Brecht et en a tiré des leçons. Emboîtant les récits, multipliant les clins d’oeil aux procédés de projection d’images antérieures à l’invention du cinéma (théâtre d’ombres, kaléidoscopes, lanternes magiques, etc.), il recrée le réel dans un monde imaginaire, lie le destin de ces hommes ancrés dans la réalité à celui des images merveilleuses sur le point de devenir mouvantes. [...] Comrades est un film bouleversant, parce qu’au-delà de son récit, il y a la croyance absolue dans la puissance de la représentation et dans le spectacle. De ce jeu permanent entre le réel et l’imaginaire, le spectateur ressort lavé, galvanisé, n’ayant pas vu les trois heures passer. Pesons nos mots : un chef-d’œuvre. ».
Pour Bruno Icher du Libération, « Comrades rassemble tout ce qui constitue le cinéaste : son indignation fondatrice, son inébranlable conviction d’aller au bout de ses idées mais aussi son infatigable soif d’explorer un langage cinématographique unique, d’une radicalité, parfois même d’une brutalité, à l’opposé de la naïveté humaniste du propos. [...] le cinéaste tranche dans le vif des situations, instillant la douleur, la frustration, la faim, l’humiliation grâce à un rythme syncopé alternant longs plans contemplatifs et brusques ruptures en gros plans ultrasymboliques. ».

## Distinctions
- Sutherland Trophy 1986